# صالح فاضل جاسم
صالح فاضل جاسم الخصيبي (1925 - أكتوبر 2013) شاعر عراقي. ولد في أبو الخصيب. تخرّج بكليّة الحقوق عام 1947. مارس المحاماة مدة، ثم عيّن قاضيًا. ثمّ تفرّغ للمحاماة، ثانية بعد تقاعده. له شعر كثير منشور في الصحف والمجلّات العراقيّة، ولكنه لم يُجمع في ديوان بعد. له مجموعات شعرية أنهار هادئه وأيام شاعر والافق الاخضر.

## سيرته
ولد صالح فاضل جاسم. ولد في الجبيلة إحدى قرى ابي الخصيب في محافظة البصرة العراقية. اكمل دراسته الابتدائية في مدرسة المحمودية التي اسسها محمود باشا في ابي الخصيب وبعد اكماله الابتدائية التحق في ثانوية العشار وكان للشاعر أصدقائه في ثانوية العشار كل من الشاعرين بدر شاكر السياب ومحمد علي الإسماعيل. أنهى دراسته الاعدادية في كلية الملك فيصل الثاني في بغداد، ثم درس القانون في كلية الحقوق ببغداد وأنهى دراسته عام 1947. مارس مهنة المحاماة حتى 1958 حيث عين قاضياً بالبصرة، وفي عام 1959 انتقل إلى وزارة الإصلاح الزراعي، ثم عاد بعد ثلاثة سنوات إلى القضاء وعين قاضياً في العمارة ثم أصبح عضواً في محكمة الاستئناف بمنطقة البصرة، وتقاعد عام 1977 ليتفرغ للمحاماة. 

نشر الكثير من شعره في الصحف والمجلات العراقية والعربية، ولكنه لم يجمع شعره في ديوان واحد بعد. 

توفي في البصرة في أكتوبر 2013.

## شعره
من شعره عبيد المال أنشد في 1983:

## مؤلفاته
- تعليقات على قانون جواز تصفية الوقف الذري.
- محاضرات في قانون الإصلاح الزراعي.
- ثلاث كتب شعرية: أنهار هادئه، أيام شاعر، الافق الاخضر.

## وصلات خارجية
- في موقع ديوان العرب